# أغسطس هوبكينز سترونج
أغسطس هوبكينز سترونج (بالإنجليزية: Augustus Hopkins Strong)‏ هو عالم عقيدة أمريكي، ولد في 3 أغسطس 1836 في روتشستر في الولايات المتحدة، وتوفي في 29 نوفمبر 1921 في باسادينا في الولايات المتحدة.

## وصلات خارجية
- أغسطس هوبكينز سترونج على موقع الموسوعة البريطانية (الإنجليزية)